# Conacul Teleki din Glodeni

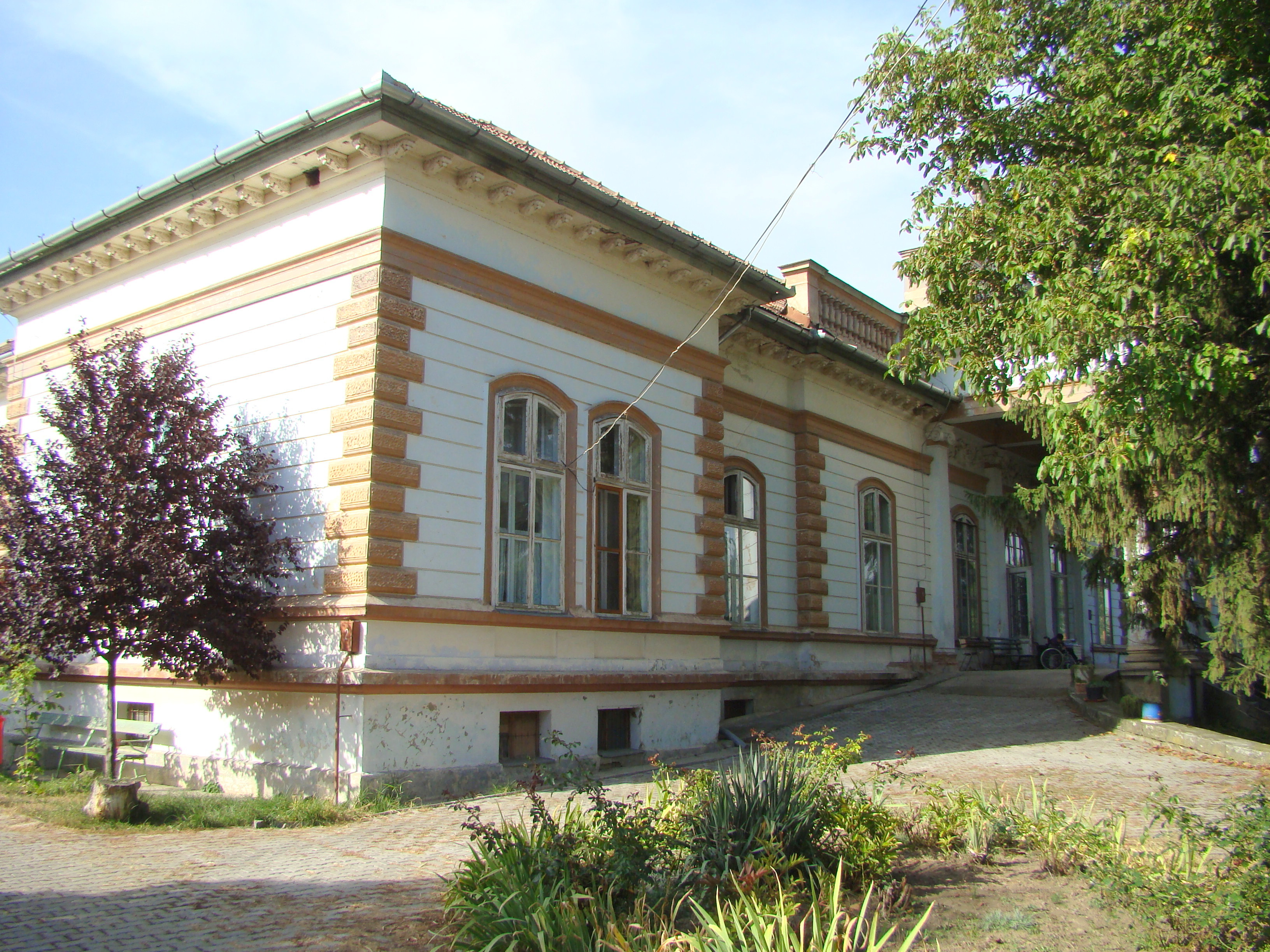
Conacul Teleki din Glodeni (septembrie 2017)

Conacul Teleki din Glodeni este un monument istoric aflat pe teritoriul satului Glodeni; comuna Glodeni, județul Mureș.

## Localitatea
Glodeni, mai demult Șarpotoc, Șarpatoc (în maghiară Marossárpatak, Sárpatak, în germană Scharpendorf, Schellenberg, Kothbach în trad. "Pârâul noroios") este satul de reședință al comunei cu același nume din județul Mureș, Transilvania, România. Satul Glodeni este atestat documentar în anul 1263.

## Istoric și trăsături
Familia Teleki a ajuns în Glodeni în secolul al XVIII-lea. Primul Teleki de Glodeni a avut doi fii, astfel încât, după moartea lui, averea s-a împărțit între cei doi frați, fiind construite două curți cu două conace: curtea de jos și curtea de sus. Conacul din curtea de sus a fost demolat în 1937. Cel din curtea de jos, care se păstrează, a fost construit în anul 1872 de către contele Domokos Teleki.
De mai mult de o jumătate de secol, în clădire funcționează un centru de îngrijire și asistență pentru persoanele cu dizabilități.
În urma acordului intervenit între moștenitorul Karoly Teleki și Consiliul Județean Mureș, conacul și parcul ar urma să fie retrocedate, iar pacienții transferați într-o altă clădire.
Pe fronton se păstrează într-o stare foarte bună blazonul, sculptat în piatră, al familiei Teleki.

## Imagini

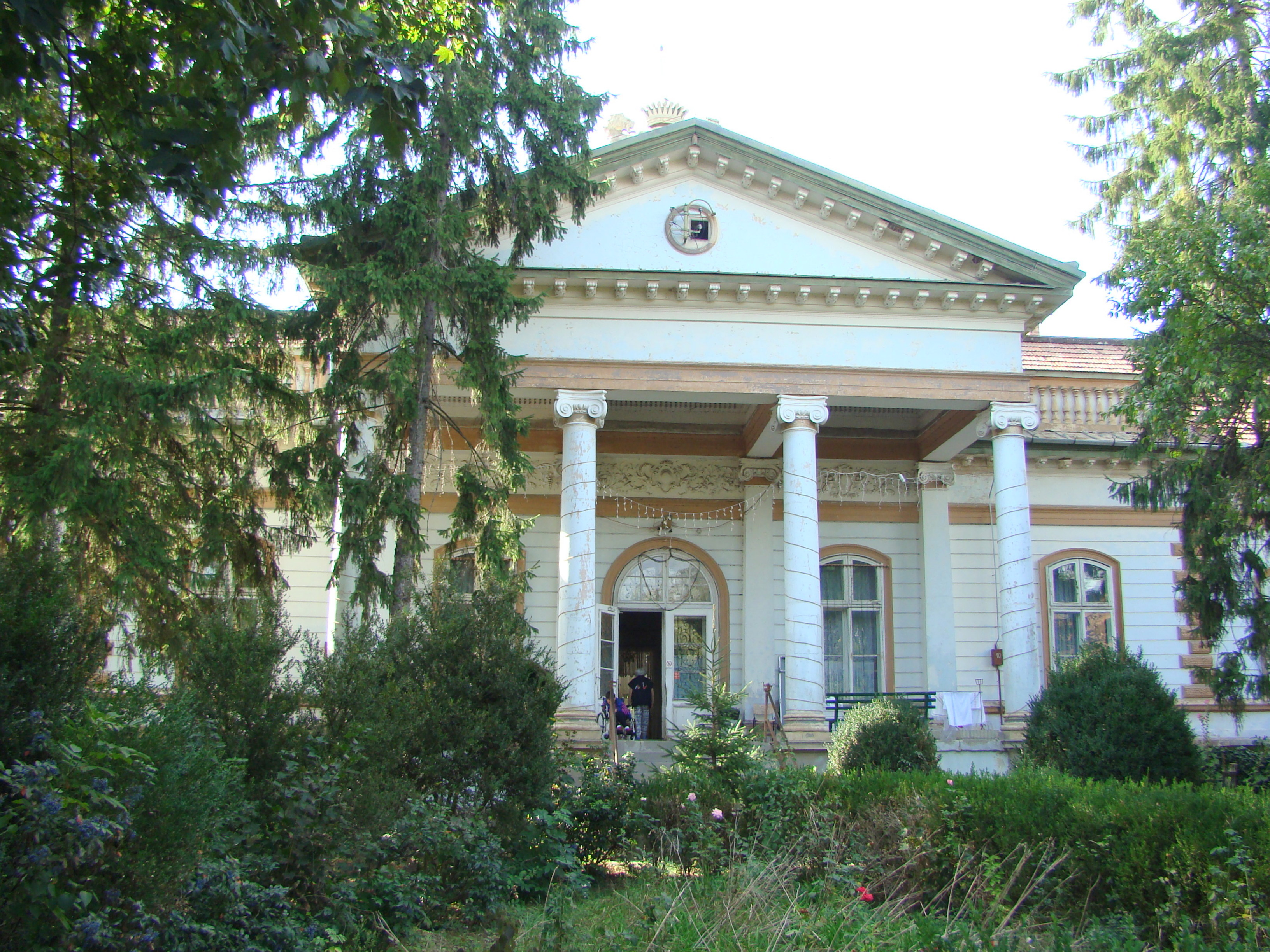
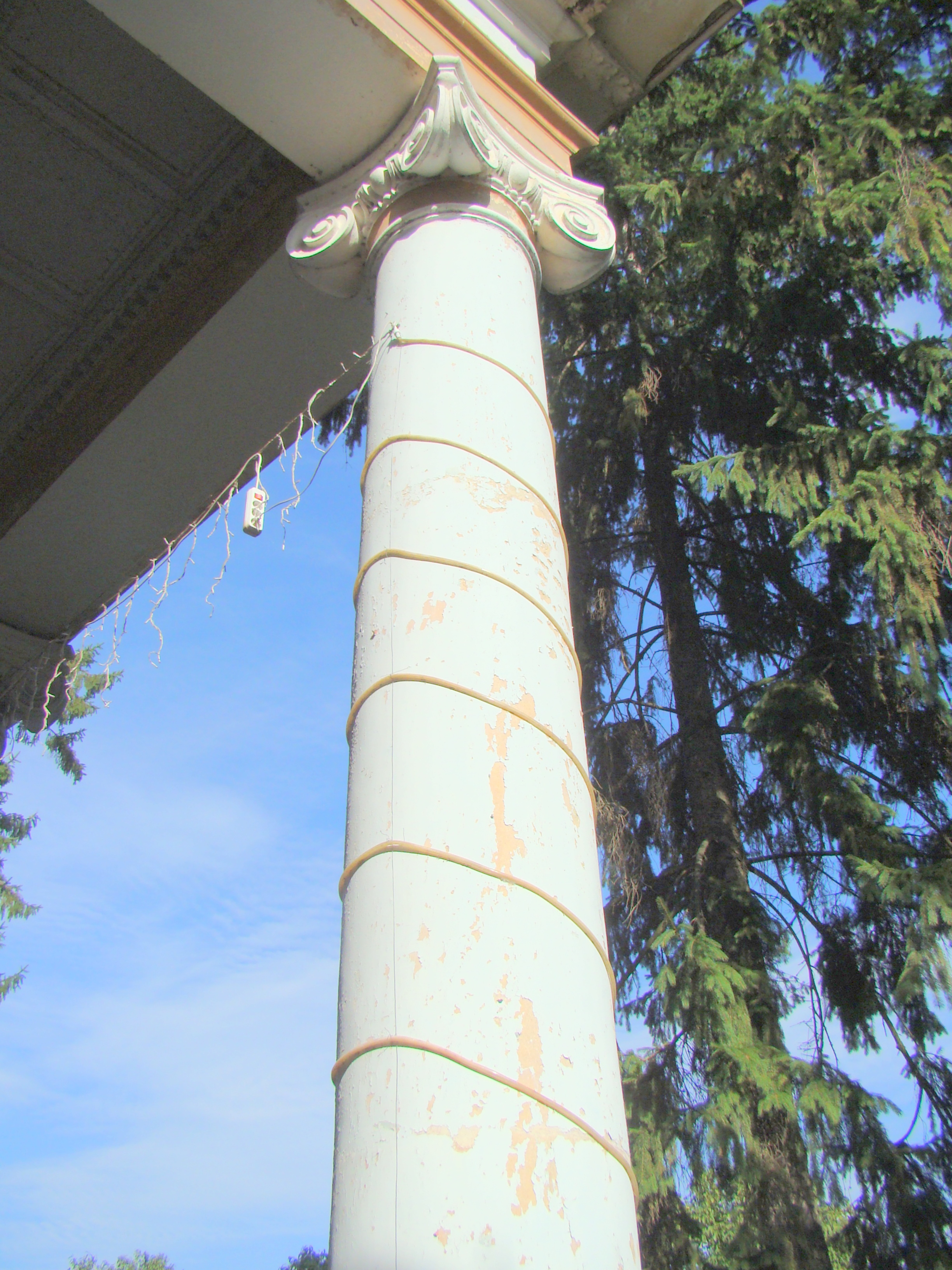
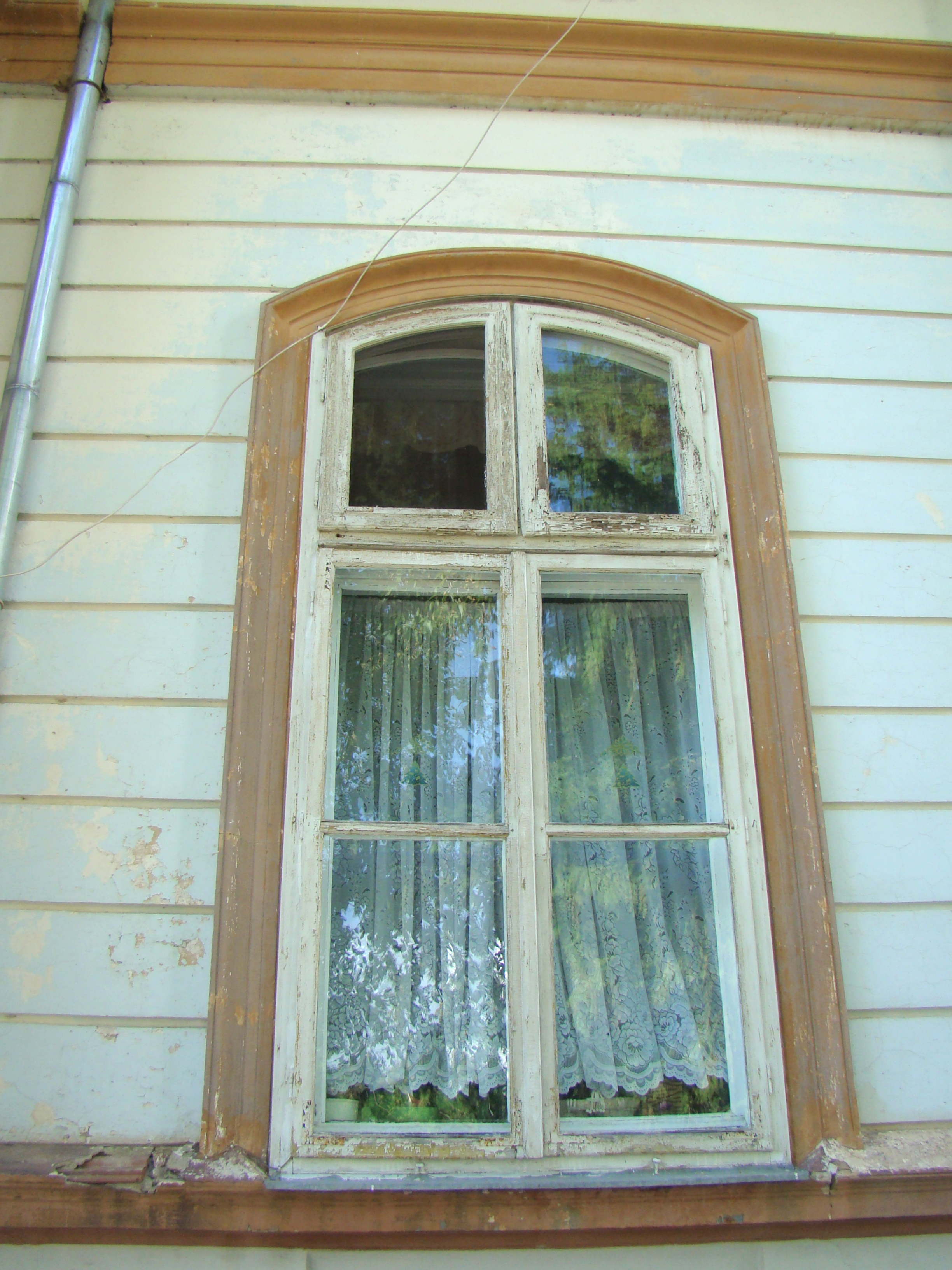
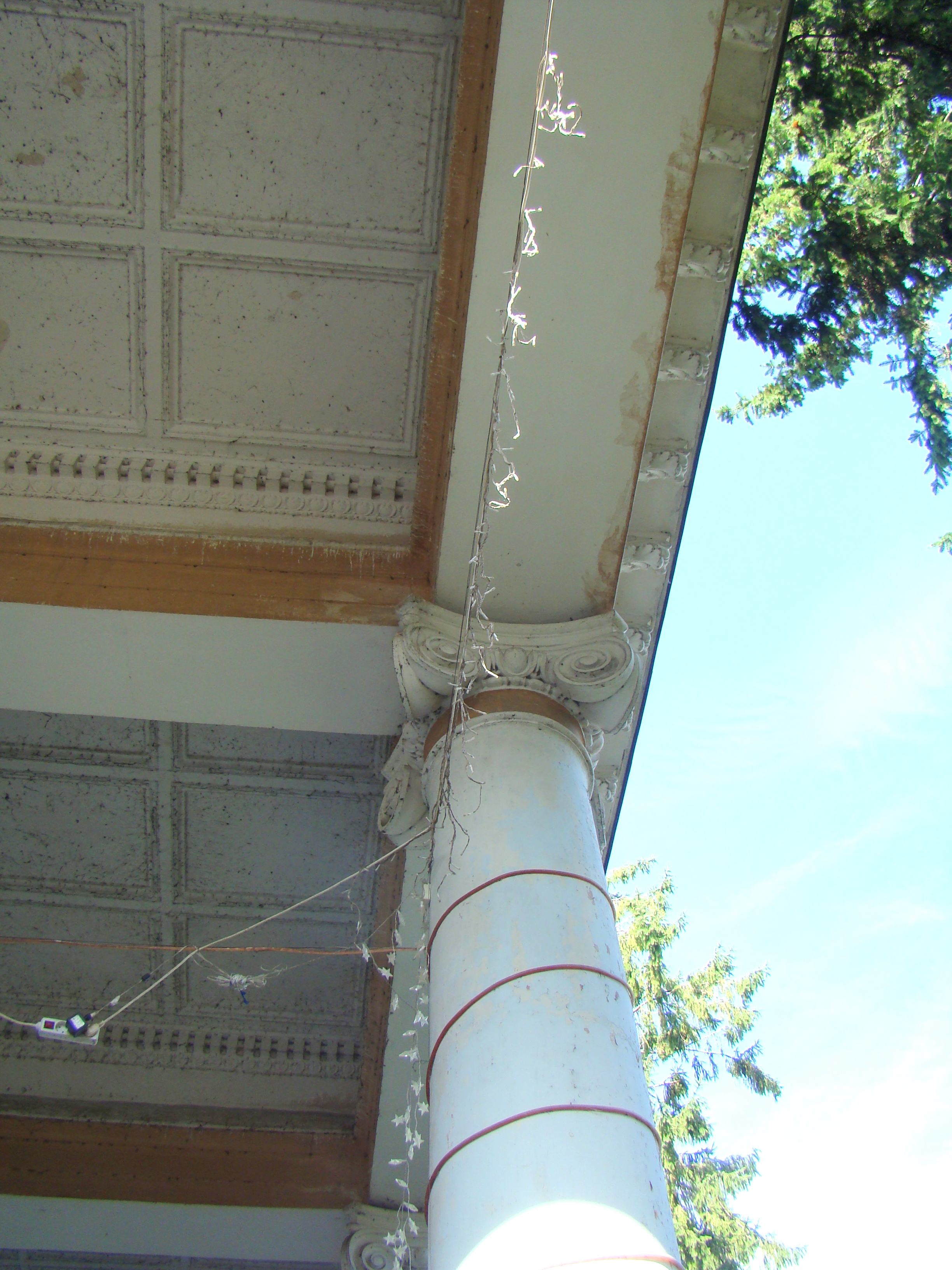
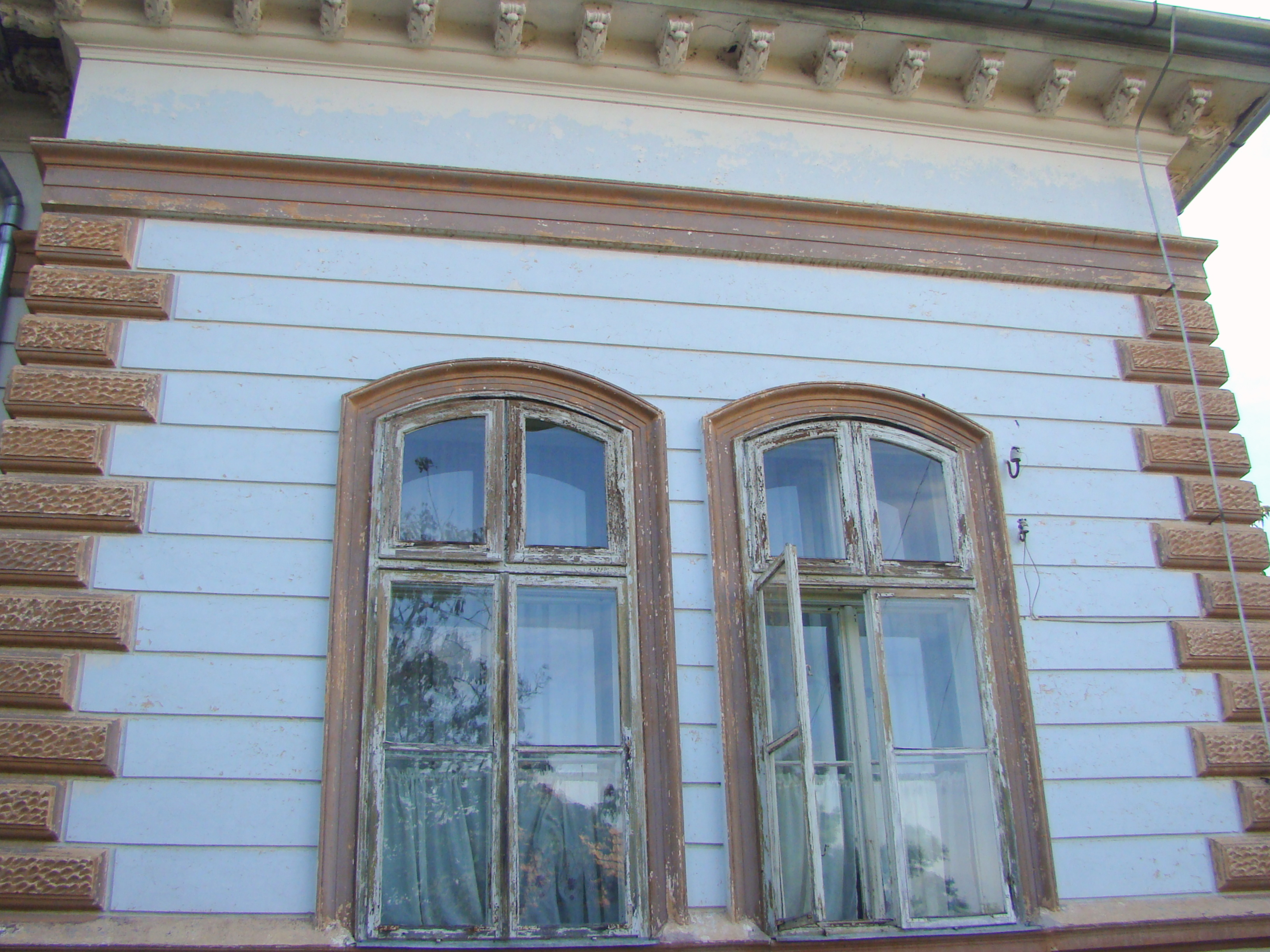
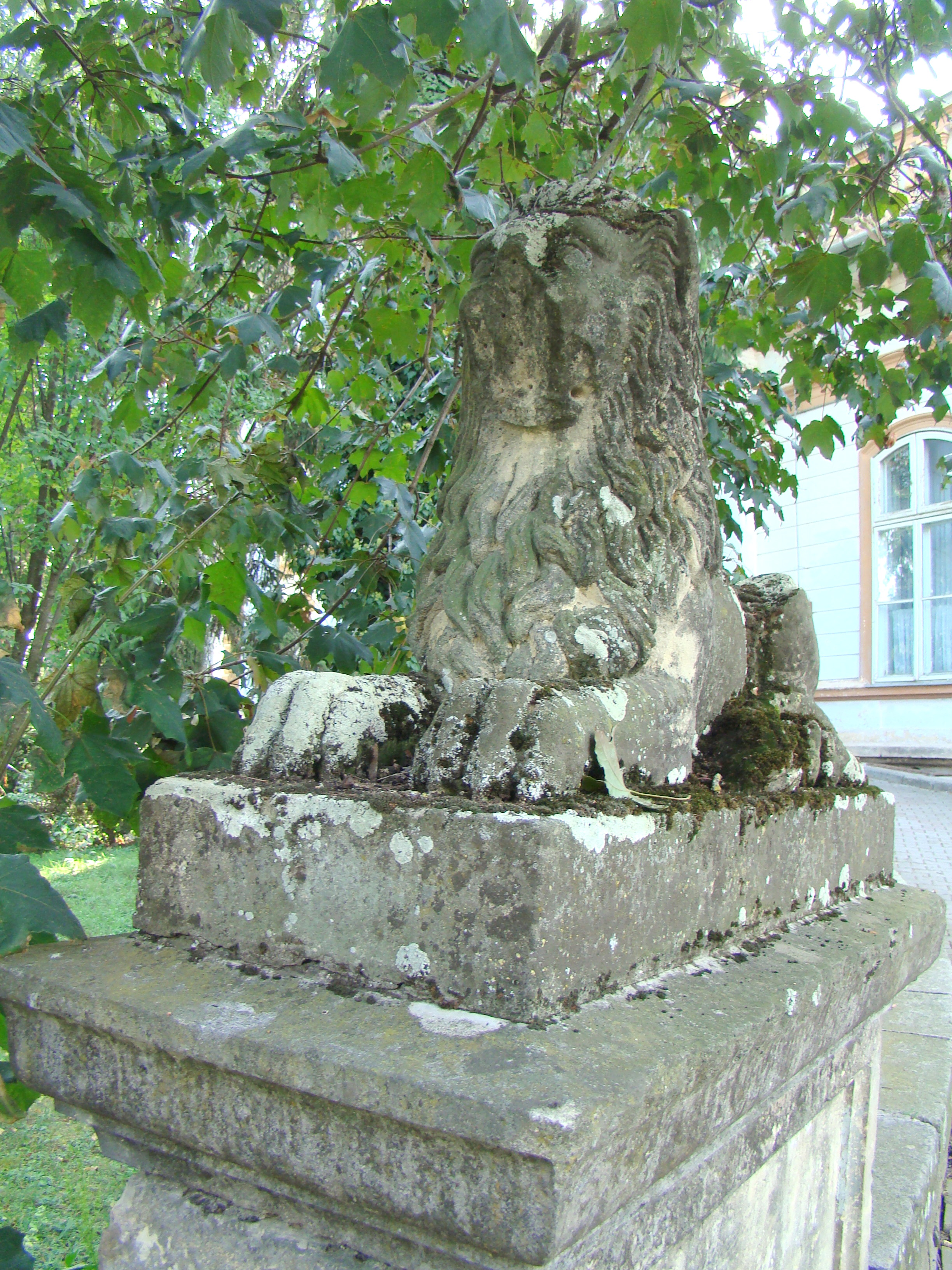
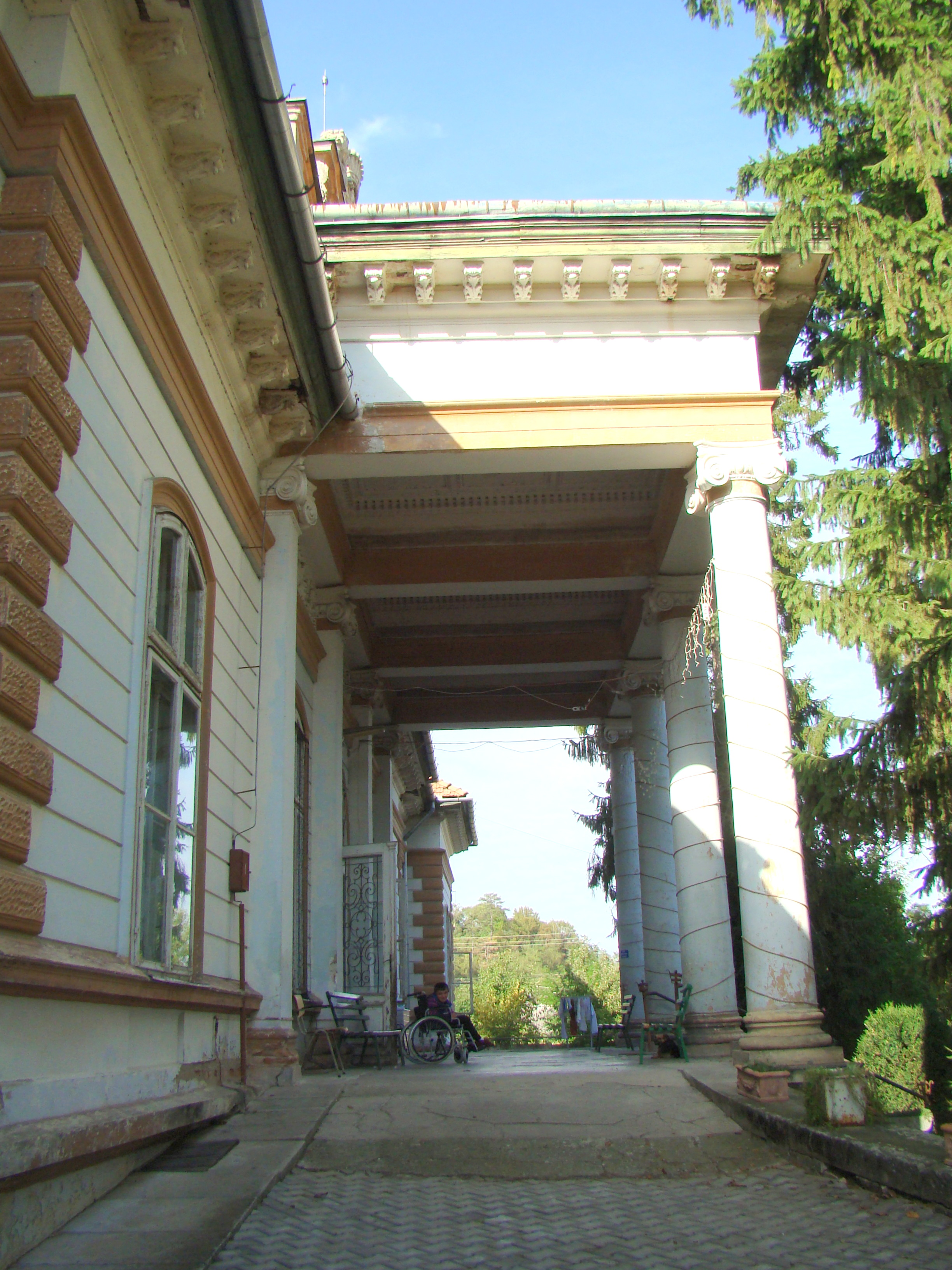
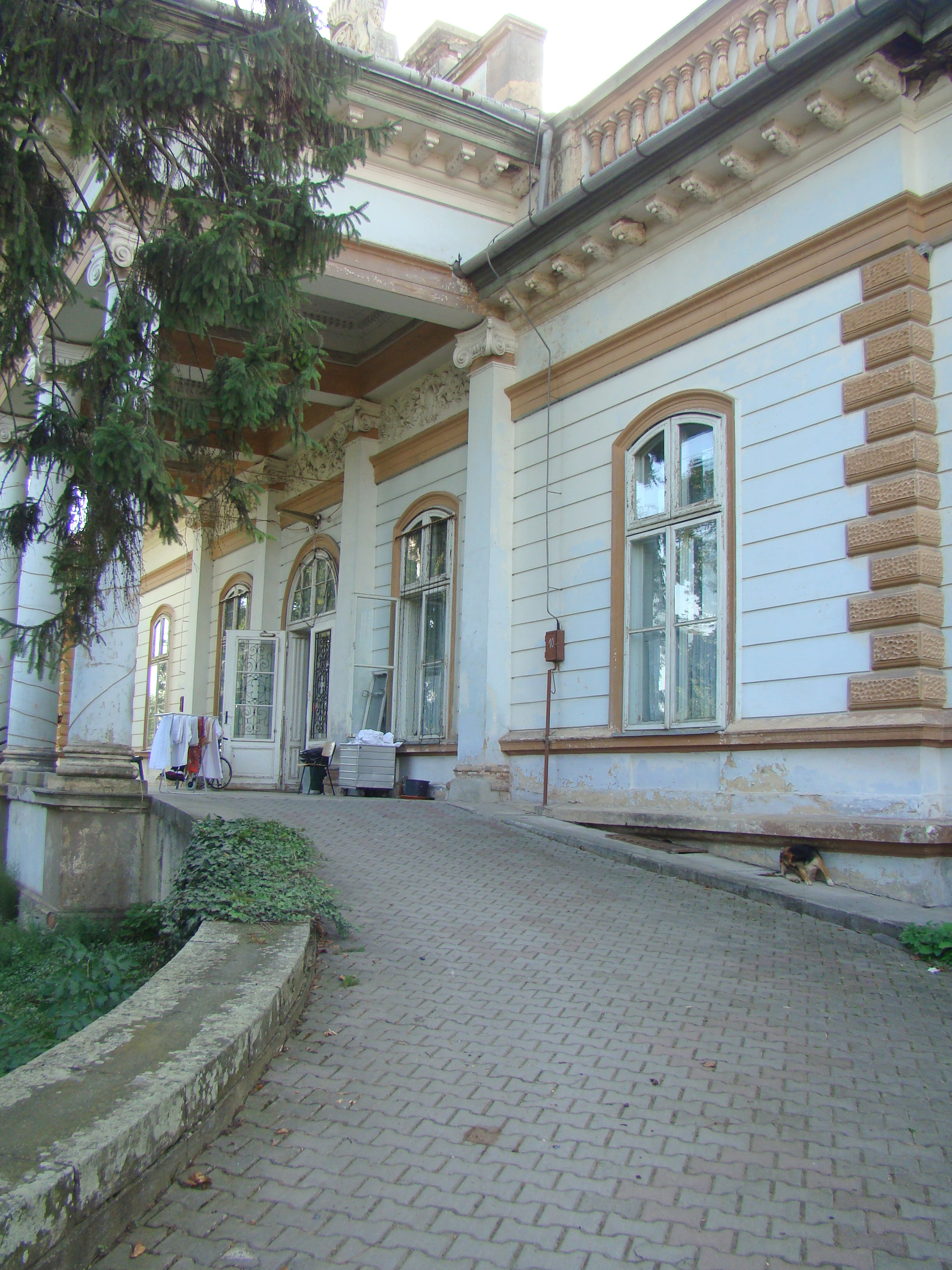
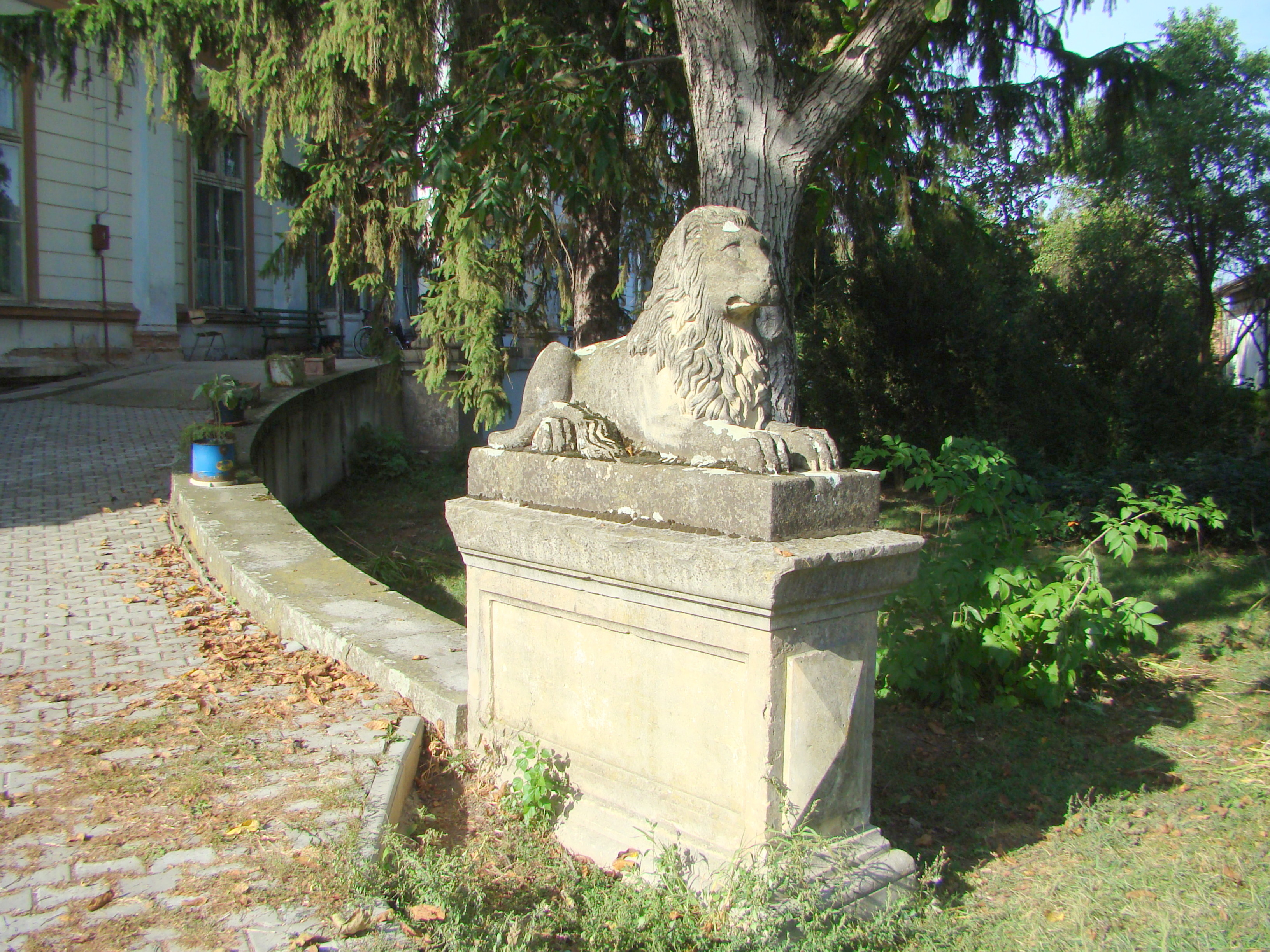
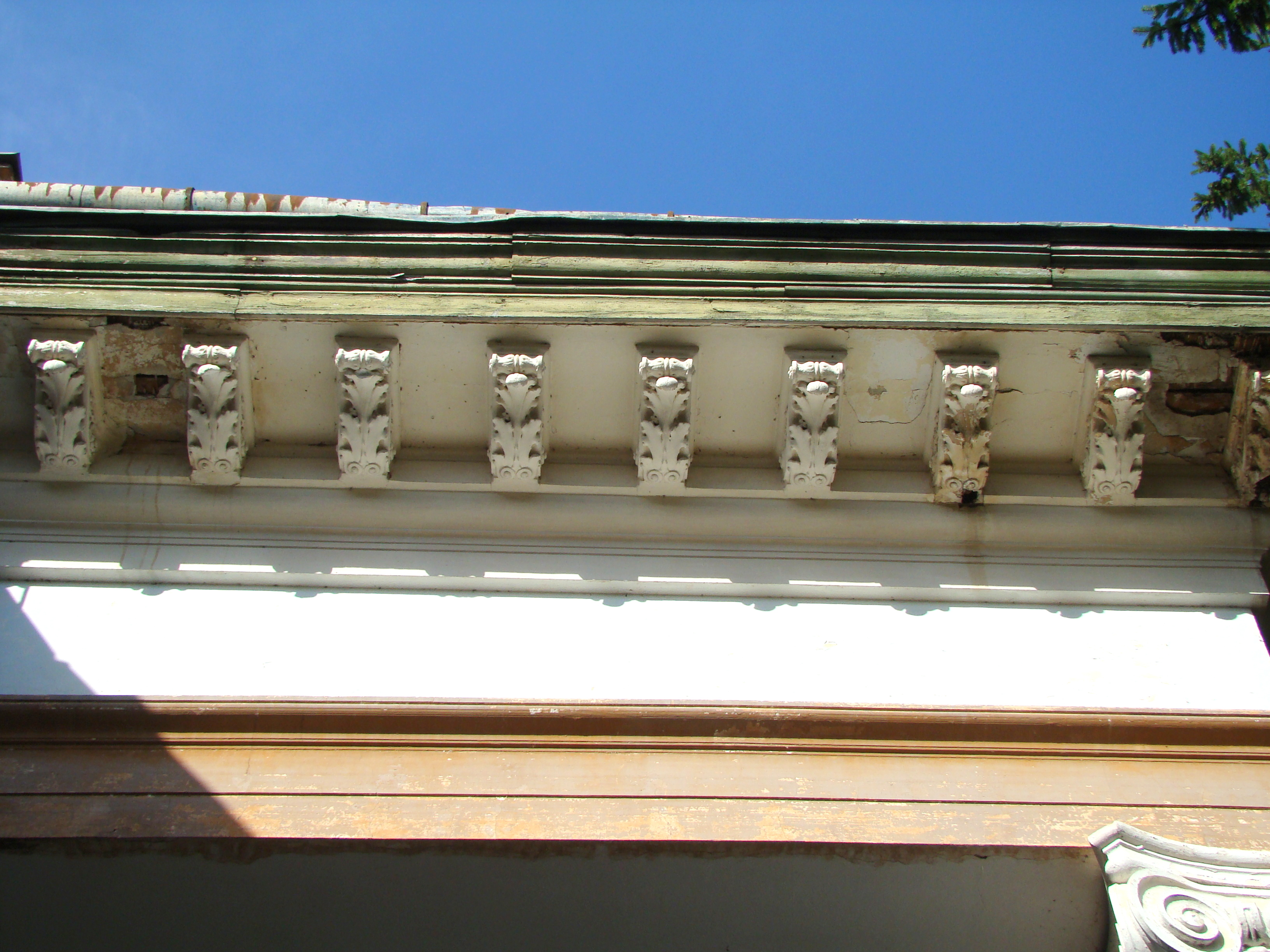
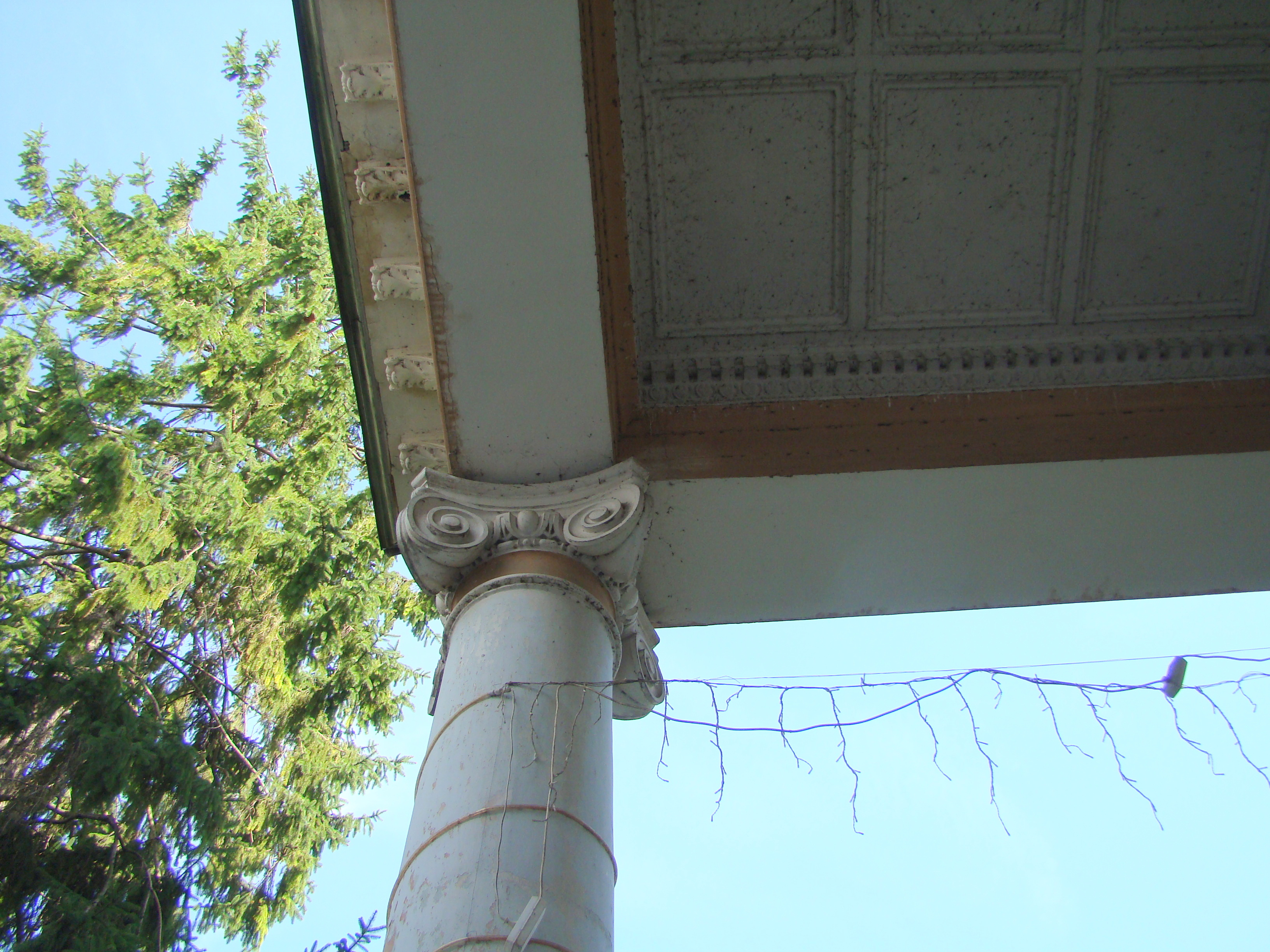
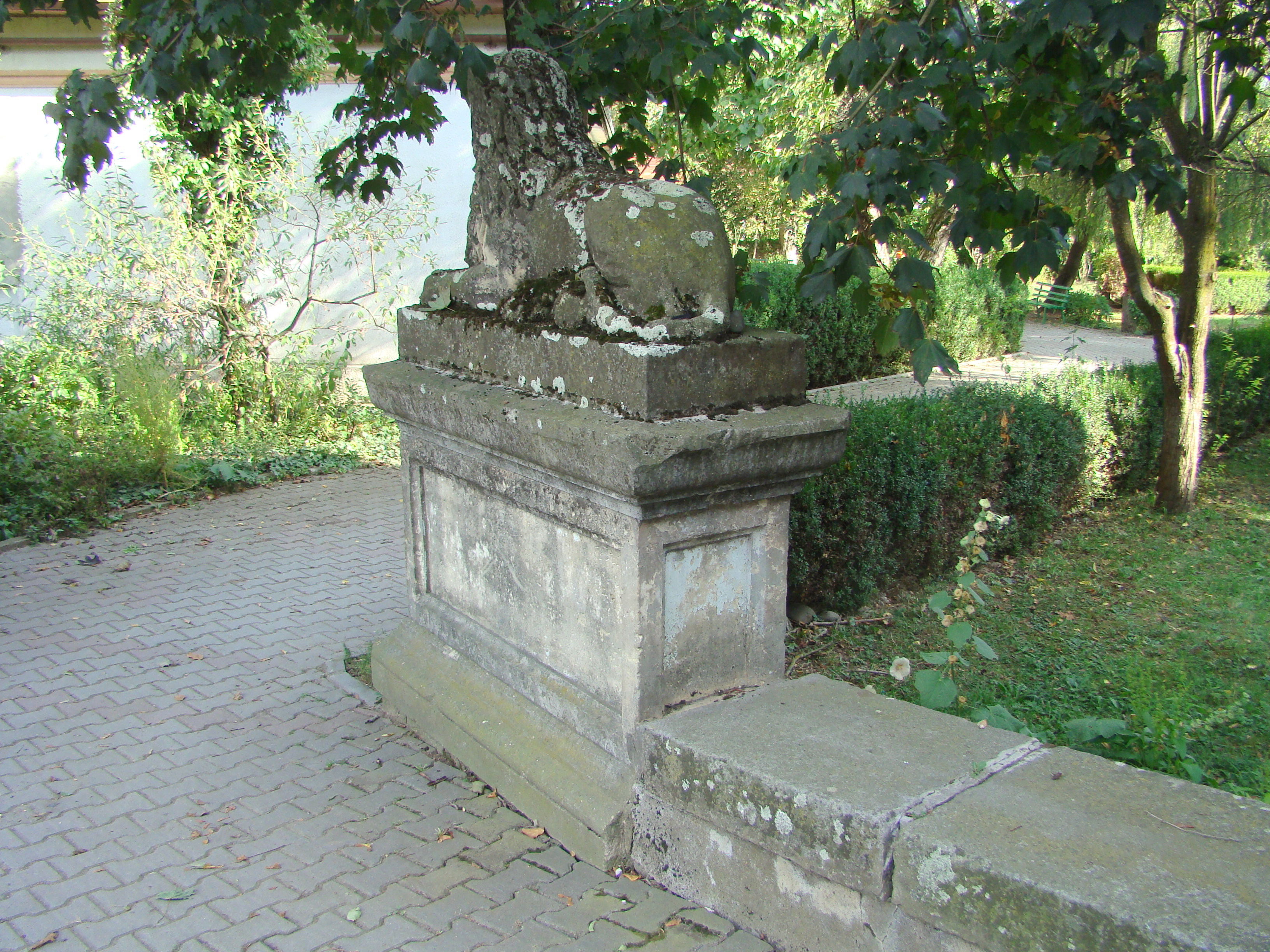
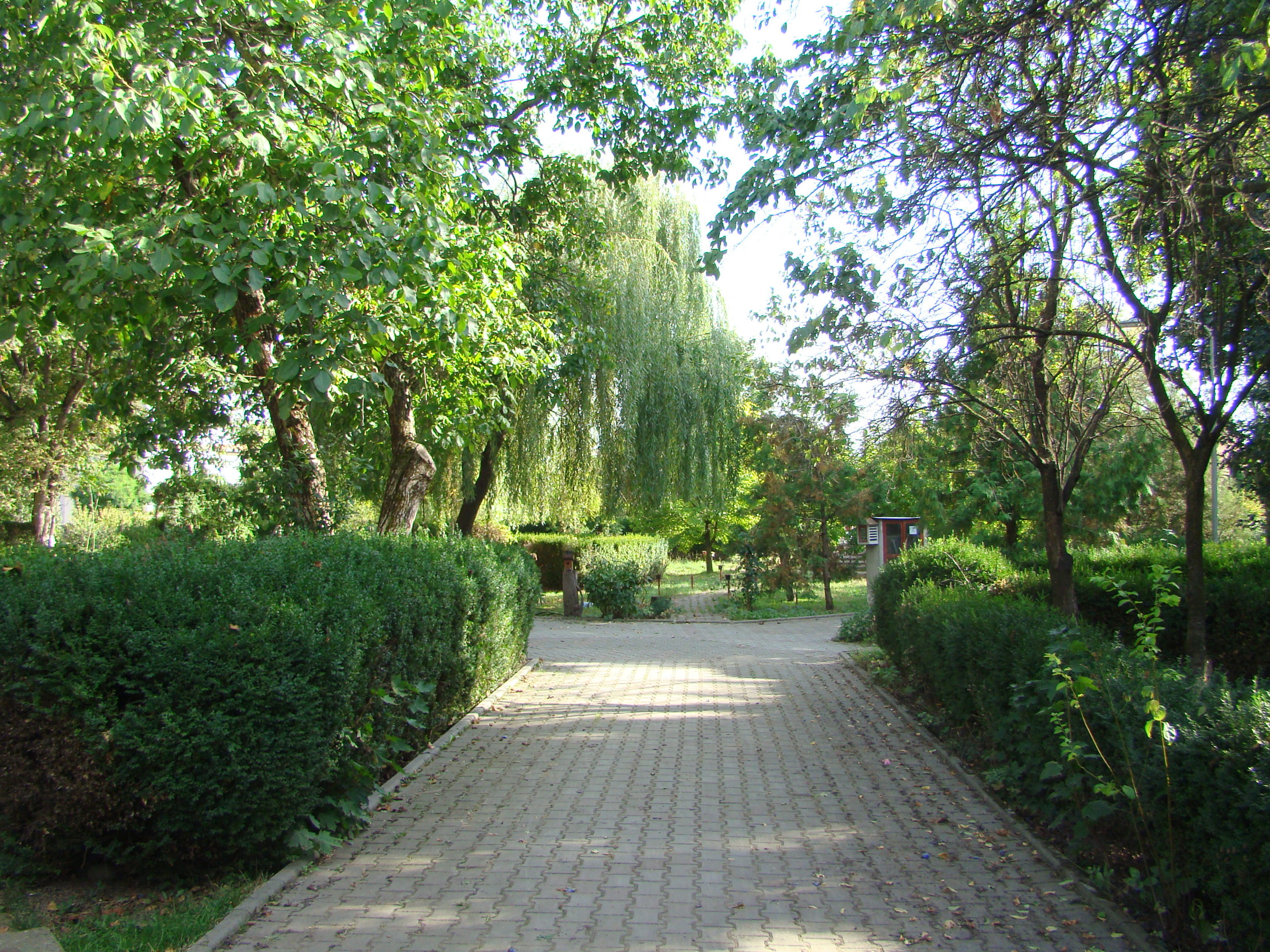
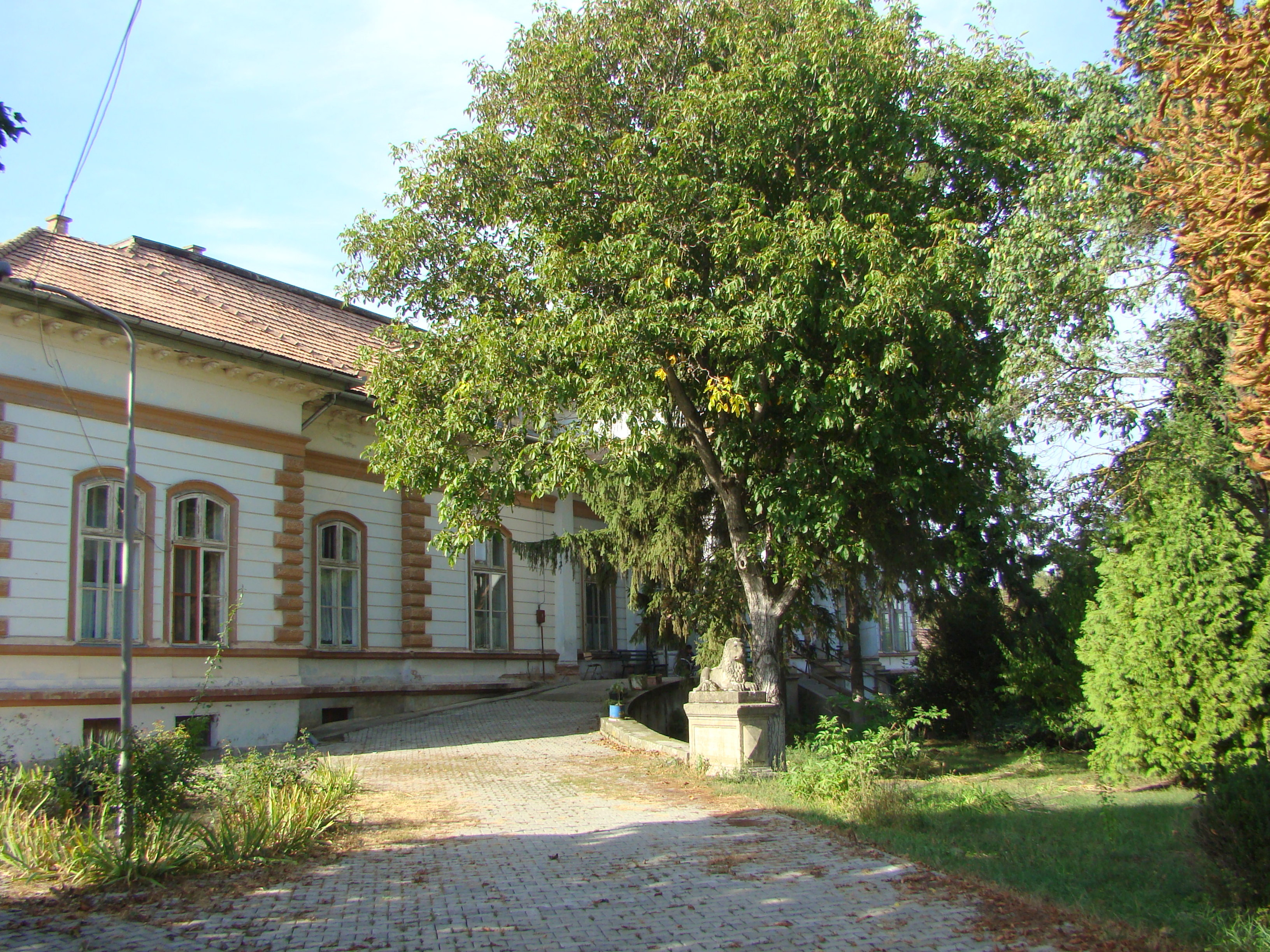
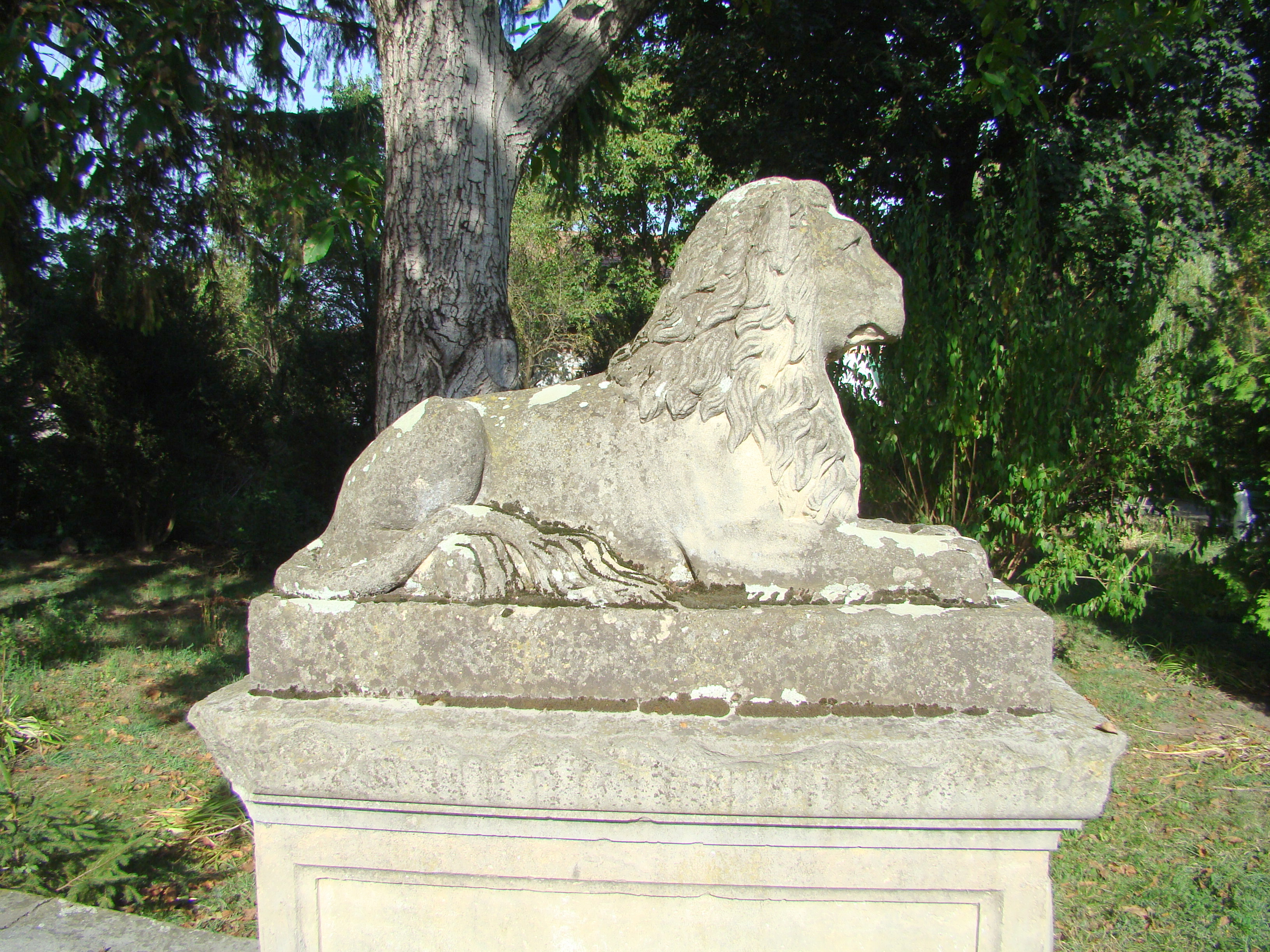
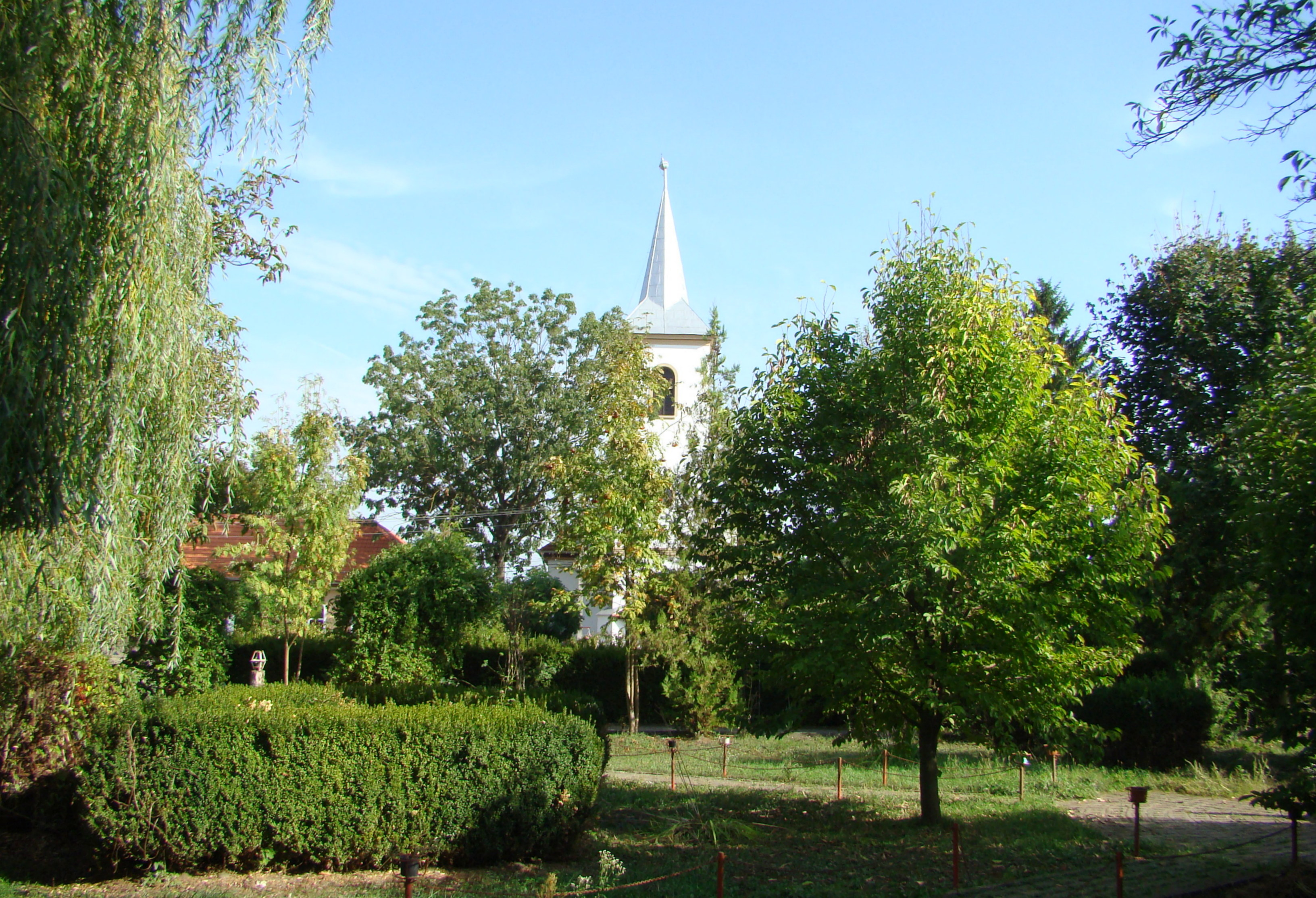
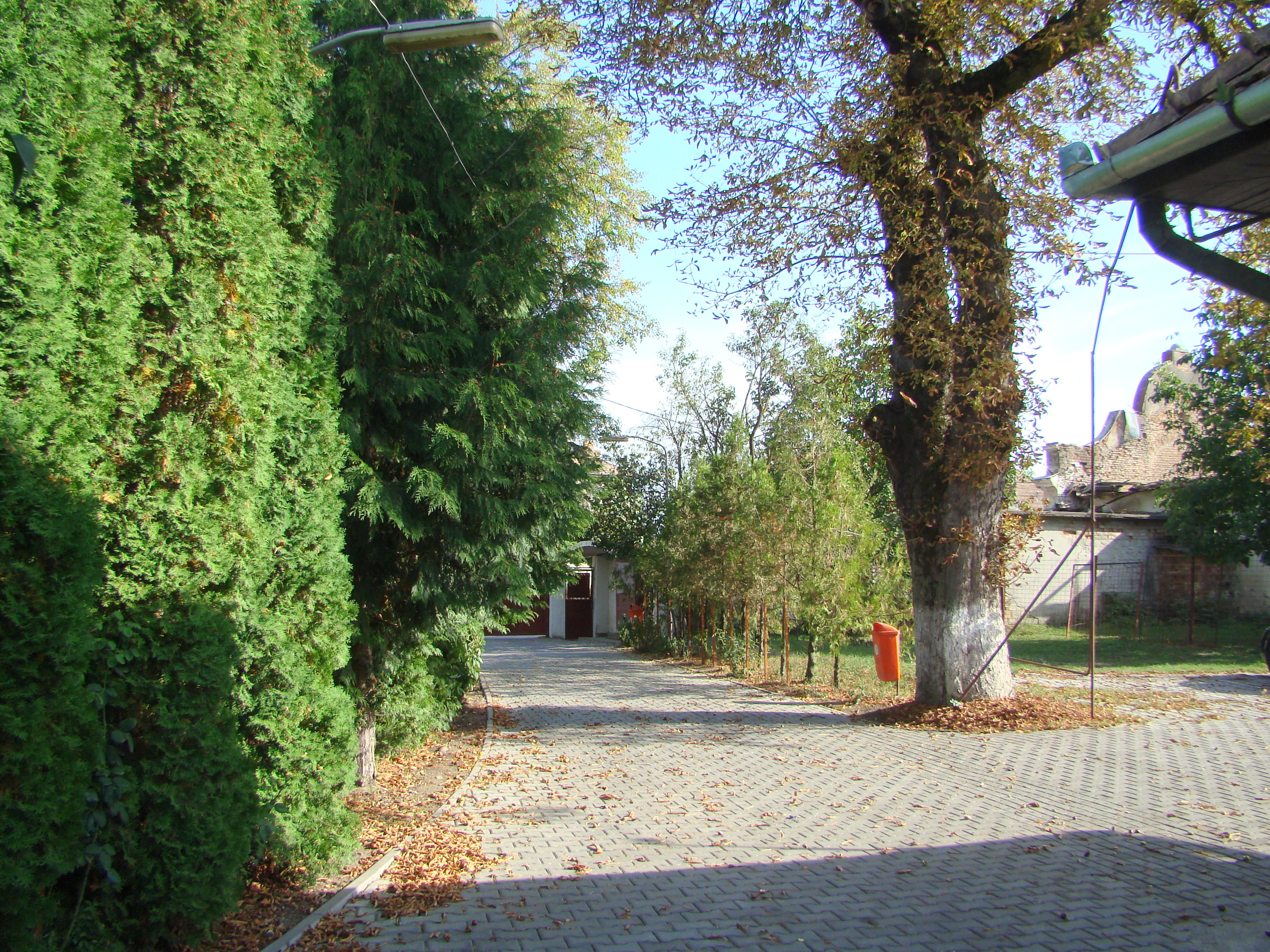

## Vezi și
- Glodeni, Mureș